# Hans Beirer
Hans Beirer, né le 23 juin 1911 à Wiener Neustadt et mort le 24 juin 1993 à Berlin est un heldentenor et interprète de Lieder autrichien. Il était un membre des troupes du Deutsche Oper Berlin, du Wiener Staatsoper et du Hamburgischen Staatsoper. Il est connu internationalement comme un interprète de l'œuvre de Richard Wagner.

## Biographie
Après l'obtention de son Abitur, Hans Beirer étudie la médecine à Vienne. Il se tourne vers le chant le chant avec Tino Pattiera et Paul Neuhaus à l'Académie de musique de Vienne. En 1936 il fait ses débuts au Landestheater de Linz dans La Fiancée vendue (Hans). Au cours des années suivantes, il chante des rôles tels que Rodolfo dans La Bohème, le comte Almaviva dans Le Barbier de Séville, le duc dans Rigoletto, Turridu dans Cavalleria Rusticana et José dans Carmen.
De 1937 à 1939 Beirer est engagé dans les théâtres municipaux de Bâle et Saint-Gall. Puis il chante des rôles d'opérette à Hanovre. Lors de la Seconde Guerre mondiale, sa carrière est interrompue par son service militaire, mais il entre bientôt au Neues Schauspielhaus de Berlin où il interprète Barinkay dans Der Zigeunerbaron et Danilo dans Die lustige Witwe. En 1943, il est engagé au Deutsche Oper Berlin, où il débute en Nando dans Tiefland d'Eugen d'Albert.
Dans la période d'après-guerre Beirer se tourne vers le répertoire de ténor héroïque et commence une carrière internationale en tant que chanteur wagnérien. En 1948, il chante dans la première de l'opéra Circé de Werner Egk au Berliner Städtischen Oper. En 1949, il apparaît à l'Opéra de Rome en Parsifal, avec Maria Callas et Cesare Siepi. En 1949-50, au Teatro San Carlo de Naples, on le voit en Tambour Major dans Wozzeck. En 1950-51, il chante à la Scala de Milan Tannhäuser et Parsifal et 1951-52 Stolzing dans Die Meistersinger von Nürnberg, sous la direction de Wilhelm Furtwängler. En 1957, il est invité dans Tristan à La Scala. En 1955, il chante à l'Opéra de Paris Siegfried dans Der Ring des Nibelungen.
Le répertoire de Beirer inclut presque tous les grands rôles de ténor wagnérien, mais aussi Florestan dans Fidelio, Otello dans l'opéra de Verdi, Radames dans Aida, Pedro de Tiefland, Vasco da Gama dans L'Africaine de Giacomo Meyerbeer, Samson dans Samson et Dalila et Alfred dans Die Fledermaus. Il est invité au Japon, aux États-Unis et dans diverses grandes maisons d'opéra du monde. Entre 1958 et 1962, il chante au Festival de Bayreuth Tannhauser, Tristan et Parsifal.
En 1958, en plus du Deutsche Oper Berlin, Beirer est engagé à l'Opéra d'État de Hambourg, où il chante jusqu'en 1971. De 1962 à 1987, il est également membre de la troupe du Wiener Staatsoper. En 1966, il fait la une de l'actualité musicale en quittant une représentation de gala de Fidelio à la suite d'un désaccord avec le chef d'orchestre Lorin Maazel.
Le 23 mai 1971, Beirer chante à l'Opéra national de Vienne dans la première de l'opéra de Gottfried von Einem Der Besuch der alten d'après Friedrich Dürrenmatt et en 1976 Der Besuch der alten du même compositeur. Même après son 60e anniversaire, il continue à chanter Tristan et Siegfried dans l'opéra de Wagner (1981). En 1986, il retourne à Vienne pour son 75e anniversaire dans Salomé de Richard Strauss (Hérode). Le 22 mai 1986, il interprète Siegfried dans Götterdämmerung à l'Opéra national de Vienne pour la dernière fois. Il fait ses adieux à la scène en 1987 à Vienne dans le rôle d' Egisthe dans Elektra.

## Source de traduction
- (de) Cet article est partiellement ou en totalité issu de l’article de Wikipédia en allemand intitulé « Hans Beirer » (voir la liste des auteurs).